# Melese petropolidis
Melese petropolidis är en fjärilsart som beskrevs av Embrik Strand 1919. Melese petropolidis ingår i släktet Melese och familjen björnspinnare. Inga underarter finns listade i Catalogue of Life.